# Anil Madhav Dave
Pour les articles homonymes, voir Dave.
Anil Madhav Dave, né le 6 juillet 1956 à Badnagar (Madhya Pradesh) et mort le 18 mai 2017 à New Delhi (Territoire de Delhi), est un homme politique indien.